# Суворов
Суворов (рус. Суворов) град је у Русији у Тулској области. Према попису становништва из 2010. у граду је живело 18973 становника.

## Становништво
| 1959.  | 1970.  | 1979.  | 1989.  | 2002.  | 2010.  |
| ------ | ------ | ------ | ------ | ------ | ------ |
| 14.143 | 16.919 | 19.343 | 21.885 | 21.213 | 18.973 |